# Весковато (провінція Кремона)
Весковато (італ. Vescovato) — муніципалітет в Італії, у регіоні Ломбардія,  провінція Кремона.
Весковато розташоване на відстані близько 410 км на північний захід від Рима, 85 км на південний схід від Мілана, 12 км на схід від Кремони.
Населення — 3946 осіб (2014).
Щорічний фестиваль відбувається 6 листопада /13 листопада. Покровитель — San Leonardo.

## Демографія
Населення за роками:

Станом на 1 січня 2023 року в муніципалітеті офіційно проживало 490 іноземців з 35 країн, серед них 97 громадян країн Євросоюзу та 7 громадян України.

## Сусідні муніципалітети
- Чиконьоло
- Гадеско-П'єве-Дельмона
- Гронтардо
- Маланьно
- Пескароло-ед-Уніті
- П'єве-Сан-Джакомо
- Соспіро